# Newton (Iowa)
Newton ist eine Stadt (mit dem Status „City“) und Verwaltungssitz des Jasper County im US-amerikanischen Bundesstaat Iowa. Im Jahr 2010 hatte Newton 15.254 Einwohner, deren Zahl sich bis 2020 auf 15.760 verringerte.
Newton ist Bestandteil der Metropolregion um Iowas Hauptstadt Des Moines.

## Geografie
Newton liegt im südöstlichen Zentrum Iowas, im östlichen Vorortbereich von Des Moines. Die Stadt liegt rund 130 km nördlich der Grenze zum Nachbarstaat Missouri. Rund 200 km östlich von Newton bildet der Mississippi die Grenze Iowas zu Illinois; die vom Missouri River gebildete Grenze zu Nebraska verläuft rund 270 km westlich.
Die geografischen Koordinaten von Newton sind 41°41′59″ nördlicher Breite und 93°02′53″ westlicher Länge. Die Stadt erstreckt sich über eine Fläche von 28,98 km² und liegt überwiegend in der Newton Township. Zu kleineren Teilen erstreckt sich das Stadtgebiet bis in die Palo Alto Township und die Buena Vista Township.
Nachbarorte von Newton sind Kellogg (15,1 km östlich), Reasnor (16,3 km südsüdöstlich), Monroe (22,5 km südlich), Prairie City (16,8 km südwestlich), Colfax (20,4 km westlich), Mingo (23,8 km westnordwestlich) und Baxter (21,7 km nordwestlich).
Das Stadtzentrum von Des Moines liegt 56 km westsüdwestlich. Die nächstgelegenen weiteren größeren Städte sind die Twin Cities (Minneapolis und St. Paul) in Minnesota (430 km nördlich), Rochester in Minnesota (322 km nordnordöstlich), Waterloo (144 km nordöstlich), Cedar Rapids (158 km ostnordöstlich), Iowas frühere Hauptstadt Iowa City (135 km östlich), die Quad Cities in Iowa und Illinois (219 km in der gleichen Richtung), Chicago in Illinois (487 km ebenfalls östlich), Peoria in Illinois (377 km ostsüdöstlich), Illinois’ Hauptstadt Springfield (452 km südöstlich), St. Louis in Missouri (521 km südsüdöstlich), Columbia in Missouri (362 km südlich), Kansas City in Missouri (366 km südsüdwestlich), Nebraskas größte Stadt Omaha (278 km westsüdwestlich), Nebraskas Hauptstadt Lincoln (363 km in der gleichen Richtung), Sioux City (348 km westnordwestlich) und South Dakotas größte Stadt Sioux Falls (496 km nordwestlich).

## Verkehr
Der Interstate Highway 80, der hier die kürzeste Verbindung von Des Moines nach Iowa City bildet, verläuft in West-Ost-Richtung durch den Süden des Stadtgebiets von Newton. Parallel dazu führt der U.S. Highway 6 als Hauptstraße durch das Zentrum von Newton. Der in Nord-Süd-Richtung verlaufende Iowa Highway 14 führt durch den Westen der Stadt. Alle weiteren Straßen sind untergeordnete Landstraßen, teils unbefestigte Fahrwege sowie innerörtliche Verbindungsstraßen.
Eine von Des Moines zum Mississippi führende Bahnlinie der Iowa Interstate Railroad (IAIS) verläuft durch das Stadtgebiet von Newton. An der nordöstlichen Stadtgrenze befindet sich ein Güterbahnhof der IAIS.
Mit dem Newton Municipal Airport befindet sich im südwestlichen Stadtgebiet ein kleiner Flugplatz. Der nächste Verkehrsflughafen ist der 65 km westsüdwestlich gelegene Des Moines International Airport.

## Iowa Speedway
Mit dem Iowa Speedway befindet sich im Südwesten des Stadtgebiets von Newton eine Ovalkurs-Rennstrecke mit 30.000 Zuschauerplätzen, wo jährlich mehrere Rennen landesweiter NASCAR-Rennserien stattfinden.

## Bevölkerung
Nach der Volkszählung im Jahr 2010 lebten in Newton 15.254 Menschen in 6668 Haushalten. Die Bevölkerungsdichte betrug 526,4 Einwohner pro Quadratkilometer. In den 6668 Haushalten lebten statistisch je 2,24 Personen.
Ethnisch betrachtet setzte sich die Bevölkerung zusammen aus 96,7 Prozent Weißen, 0,7 Prozent Afroamerikanern, 0,3 Prozent amerikanischen Ureinwohnern, 0,6 Prozent Asiaten sowie 0,4 Prozent aus anderen ethnischen Gruppen; 1,2 Prozent stammten von zwei oder mehr Ethnien ab. Unabhängig von der ethnischen Zugehörigkeit waren 1,7 Prozent der Bevölkerung spanischer oder lateinamerikanischer Abstammung.
22,7 Prozent der Bevölkerung waren unter 18 Jahre alt, 58,0 Prozent waren zwischen 18 und 64 und 19,3 Prozent waren 65 Jahre oder älter. 52,2 Prozent der Bevölkerung waren weiblich.
Das mittlere jährliche Einkommen eines Haushalts lag bei 44.115 USD. Das Pro-Kopf-Einkommen betrug 23.870 USD. 17,3 Prozent der Einwohner lebten unterhalb der Armutsgrenze.

## Bekannte Bewohner
- Frank T. Campbell (1836–1907), 11. Vizegouverneur von Iowa (1878–1882), lebte lange in Newton
- John C. Cook (1846–1920), demokratischer Abgeordneter des US-Repräsentantenhauses (1883–1885), begann seine Karriere als Anwalt in Newton
- Irina Konschina (1867–1937), Mezzosopranistin, Opernsängerin und Gesangspädagogin, geboren in Newton
- Charles Murray (* 1943), Politikwissenschaftler, geboren und aufgewachsen in Newton
- Robert T. Anderson (* 1945), 42. Vizegouverneur von Iowa (1983–1987), geboren in Newton